# 馮紞
馮紞（3世紀—286年），字少冑，安平（今河北省衡水市）人。西晉時期官員。

## 生平
馮紞是曹魏司棣校尉馮浮的孫子，年輕時就博覽經史，有才學且擅於辯論。曾任魏郡太守、步兵校尉和越騎校尉，後得到晉武帝司馬炎的寵信，被升為左衛將軍。由於馮紞十分擅長討好司馬炎，令司馬炎極為寵信，因此他與賈充、荀顗等其他寵臣也十分親近，三人遂以此組成朋黨。泰始七年（271年），荀勖為了讓賈充能順利留在朝中維持權勢，就策劃讓賈充的女兒賈南風嫁給太子司馬衷為妃，馮紞在此過程中出力最多，於是司馬衷遂與賈南風成婚，賈充亦得以順利留朝。及後，司馬炎得悉賈南風本性暴虐，便打算廢掉她，也多虧了馮紞等人極力勸阻、求情，才使司馬炎回心轉意。
晉滅吳之戰時，馮紞領汝南太守並隨王濬軍進攻秣陵。後又遷任御史中丞，轉侍中。太康三年（282年）司馬炎生了一場重病，好不容易痊癒後，發覺在患病期間，朝野中人居然都傾向支持齊王司馬攸繼承國家，因司馬攸一向看不起荀勖，而且太子司馬衷本身又愚鈍，荀勗害怕一旦司馬攸繼承皇位，會不利於己，便與馮紞力勸司馬炎將原在朝任太傅的司馬攸發還封國。司馬炎思量再三後，接納了兩人的話，便派人催司馬攸離開京城。
司馬攸以此憂憤致病，司馬炎派御醫過去診療，馮紞卻串謀御醫，故意不給司馬攸治病，以至於讓司馬攸病情惡化過世。司馬炎原本並不反感自己這個一母同胞的弟弟，只是為了保固自家皇位，而做出了發遣司馬攸的選擇。得知司馬攸惡疾過世後，司馬炎為此哀慟不已，朝野眾人也十分悲傷，馮紞此時卻又再度向司馬炎進言：「齊王這人名過其實，今天患病而死，是我大晉的福氣。陛下又何必過於傷心呢！」司馬炎聽後，即不再哭。
當日伐吳時，馮紞與賈充、荀勖等人曾大力反對伐吳，與張華、杜預等人持相反意見；但最終晉軍卻順利攻滅東吳，這令馮紞既感羞愧，又覺恐懼，認為自己早晚都會因為當年反對發吳的立場被司馬炎疏遠，而張華亦曾向司馬炎說馮紞哥哥馮恢的壞話，馮紞於是十分痛恨張華。後來，張華出鎮幽州，令他的聲望大為提高，當時朝臣都建議司馬炎徵還張華入朝，在議論徵召張華任尚書令時，馮紞再度讒言，以當日鍾會被授予滅蜀大任，卻在攻滅蜀漢後意圖叛變的往事向司馬炎暗示張華就像鍾會一樣不可授以重任，否則他日就會跋扈難制。司馬炎聽了馮紞的話以後，直到去世前都沒有再重用張華。
太康七年（286年），馮紞患病，司馬炎調馮紞為散騎常侍，不久逝世。

## 家庭

### 祖父
- 馮浮，即李孚[1]，曹魏時官至司隸校尉。

### 父親
- 馮員，汲郡太守。

### 兄弟
- 馮恢，馮紞之兄。

### 子女
- 馮播，字友聲[2]，馮紞長子，大長秋。
- 馮熊，字文羆，馮紞次子，中書郎。

### 孫
- 馮蓀，字惠卿，馮播與李氏的兒子[3]

## 延伸阅读
[在维基数据编辑]
 《晉書/卷039》，出自房玄齡《晉書》